# Control (клавіша)

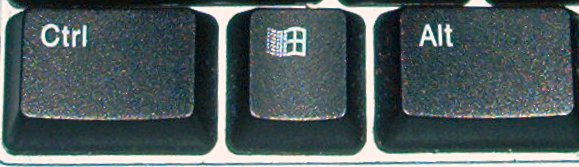
Клавіша Control (позначена "Ctrl") на клавіатурі Windows

Клавіша Control є клавішею-модифікатором, котра при натисканні разом з іншими клавішами, виконує спеціальні операції (наприклад, Ctrl+C); подібна до клавіші Shift, раніш клавіша Control виконували різні функції, коли натискалась окремо. Клавіша Control розміщена біля нижньої лівої сторони більшості клавіатур (у відповідності до міжнародного стандарту ISO/IEC 9995-2), іноді додатково у правій нижній частині.
Зазвичай клавіша позначена Ctrl (раніш, Control або Ctl можна побачити) на клавіатурах, котрі використовують англомовні скорочення для маркування. Також використовуються скорочення на мові розкладки клавіатури. наприклад у німецькій розкладці використовується Strg , як вимагає німецький стандарт DIN 2137:2012-06. Також використовується стандартизований символ (якщо латиниця не є переважною), подається у ISO/IEC 9995-7 як символ 26, та у ISO 7000 “Graphical symbols for use on equipment” як символ ISO-7000-2028. Цей символ кодується у Unicode як U+2388 helm symbol (⎈).

## Історія
На телетайпах та перших клавіатурах, натискання клавіші Control, коли натискається інша клавіша, дозволяло обнуляти перші ліві 2 біти з семи біт, які генерують символ ASCII. Це дозволяло оператору продукувати перші 32 символи з таблиці ASCII. Це недруковані символи, котрі були сигналом комп’ютеру керувати наступними символами, котрі розміщувались на дисплеї, вигнати надруковану сторінку або очистити екран, дзвонити у дзвоник терміналу, або інші різні операції. Влучно ці символи також називались керівними символами (control characters).
Використання клавіші Ctrl , як з літерами у нижньому регістрі (наприклад C) , так і у верхньому (C) генерує той самий код ASCII на телетайпах, тому що утримання клавіші control призводило до заземлення (нуль напруги) двох проводів, призначених для переносу двох лівих бітів з клавіатури, ігноруючи модифікацію клавіші  ⇧ Shift. У сучасних комп'ютерах, інтерпретація натискань як правило, забезпечується програмним забезпеченням. Сучасні клавіатури розрізнюють кожну фізичну клавішу від будь-якої іншої, і повідомляє про всі натискання та відпускання клавіш відповідне програмне забезпечення. Ця додаткова гнучкість не часто використовується і, як правило, не має значення, наприклад, чи натиснута клавіша control в поєднанні з символом у верхньому або нижньому регістрі.
Коли первинне призначення керівних символів ASCII стало застарілим та рідковживаним, пізніше програмне забезпечення пристосувало комбінацію клавіші Control для інших потреб.

## Розміщення клавіші
Клавіатура багатьох ранніх комп’ютерних терміналів, а також ранніх моделей IBM PC, розміщувала клавішу Control з лівого боку клавіатури, тоді як caps lock розміщується на цьому місці у більшості сучасних клавіатур. Традиційна розкладка була збережена у наступних робочих станціях і часто асоціюється з робочими станціями Unix. Клавіатура від Sun Microsystems вийшла у двох варіантах розкладки; "Unix" та "PC-стиль", де Unix розкладка має традиційне розміщення клавіші Control та інших клавіш.
Деякі користувачі клавіатур з Caps Lock зліва перепризначають клавіші Control та caps lock, знаходячи традиційне розміщення більш ергономічним для використання переваг програм від клавіші Control. Розкладка клавіатури спеціально для задоволення цієї потреби є в деяких операційних системах.
Інші залишають клавішу control у нижньому лівому куті клавіатури, і натискають його використовуючи бік долоні. Вибір розташування клавіші control часто зводиться до форми руки і пози друкаря.

## Різновиди запису
Для зображення натискань Control разом з іншими клавішами вживають кілька різних форм запису. Кожен запис з-поміж нижченаведених означає натискання та утримання Ctrl коли натискається деяка клавіша X:
| ^X     | Традиційний запис. Замість символу каретки, іноді використовують "верхня стрілка" (U+2303, ⌃). |
| C-x    | Запис Emacs та Vim                                                                             |
| CTRL-X | Старий запис Microsoft                                                                         |
| Ctrl+X | Новий запис Microsoft                                                                          |
| Ctrl/X | Запис OpenVMS                                                                                  |

Mac OS та Mac OS X використовують традиційний запис у меню.

## Приклади
Різні прикладні програми, інтерфейси користувача, і операційні системи використовують різноманітні комбінації клавіш керування для різних цілей.
| Комбінація клавіш    | Microsoft Windows/KDE/GNOME                                                | Unix (командний рядок та програми, що використовують команди)                 | Emacs (якщо відрізняється від командної строки Unix)          |
| -------------------- | -------------------------------------------------------------------------- | ----------------------------------------------------------------------------- | ------------------------------------------------------------- |
| Ctrl+A               | Вибрати все                                                                | Початок строки                                                                | Початок строки                                                |
| Ctrl+B               | Жирний шрифт                                                               | Один символ назад                                                             | Один символ назад                                             |
| Ctrl+C               | Копіювання                                                                 | Generate SIGINT (terminate program)                                           | Команда з’єднання                                             |
| Ctrl+D               | Вікно шрифтів (текстовий редактор); Додати посилання до закладок (Браузер) | Видалення уперед, або якщо строка порожня, то кінець вводу (традиційний Unix) | Видалення уперед                                              |
| Ctrl+E               | Вирівнювання по центру (текстовий редактор)                                | Кінець строки                                                                 | Кінець строки                                                 |
| Ctrl+F               | Пошук (зазвичай невеликої частини тексту у великих документах)             | Вперед на один символ                                                         | Вперед на один символ                                         |
| Ctrl+G               | Go to (line number)                                                        | Дзвінок                                                                       | Вихід- переривання поточної операції                          |
| Ctrl+H               | Заміна; Історія                                                            | Видалення попереднього символу                                                | Клавіша Help                                                  |
| Ctrl+IТабуляція      | Шрифт Italic; Інкрементальний пошук                                        | Завершення командного рядка                                                   | Теж саме що Tab                                               |
| Ctrl+JNewline        | Вирівнювання рівномірно                                                    | Переведення рядка (LFD)                                                       | LFD (to evaluate Lisp expressions)                            |
| Ctrl+K               | Вставлення гіперпосилання (текстовий редактор)                             | Cut ("Kill") text between cursor and end of line                              | Cut ("Kill") text between cursor and end of line              |
| Ctrl+L               | Створення списку; Вирівнювання вліво (текстовий редактор)                  | Очистка екрану                                                                | Redraw window/terminal, and recenter view around current line |
| Ctrl+M               | Збільшення краю на 1/2 дюйму (текстовий редактор)                          | Same as Enter key                                                             | Same as Enter key                                             |
| Ctrl+N               | Нове (вікно, документ, тому подібне)                                       | Наступна строка (у історії)                                                   | Наступна строка                                               |
| Ctrl+O               | Відкриття                                                                  | Flush output                                                                  | Insert ("open") new line                                      |
| Ctrl+P               | Друк                                                                       | Попередня строка (у історії)                                                  | Попередня строка                                              |
| Ctrl+Q               | Вихід з програми                                                           | Resume transmission                                                           | Literal insert                                                |
| Ctrl+R               | Оновлення сторінки; Вирівнювання вправо (текстовий редактор)               | Search backwards in history                                                   | Search backwards                                              |
| Ctrl+S               | Збереження                                                                 | Pause transmission                                                            | Search forward                                                |
| Ctrl+T               | Відкриття нової вкладки                                                    | Transpose characters                                                          | Transpose characters                                          |
| Ctrl+U               | Підкреслення                                                               | Cut text between beginning of line and cursor                                 | Prefix numerical argument to next command                     |
| Ctrl+V               | Вставлення                                                                 | Literal insert                                                                | Page down                                                     |
| Ctrl+W               | Закриття вікна або вкладки                                                 | Cut previous word                                                             | Cut                                                           |
| Ctrl+X               | Вирізання                                                                  | Compound command                                                              | Compound command                                              |
| Ctrl+Y               | Перероблення                                                               | Paste                                                                         | Paste                                                         |
| Ctrl+Z               | Анулювання                                                                 | Suspend program                                                               | Iconify window                                                |
| Ctrl+Z               | Перероблення                                                               | Теж саме що Ctrl+Z                                                            | Теж саме що Ctrl+Z                                            |
| Ctrl+[               | Зменшення розміру шрифта                                                   | Теж саме що Esc                                                               | Same as Alt                                                   |
| Ctrl+]               | Збільшення розміру шрифту                                                  | Теж саме що Esc                                                               | Same as Alt                                                   |
| Ctrl                 | Перемкнути індекс шрифту                                                   | Теж саме що Esc                                                               | Same as Alt                                                   |
| Ctrl                 | Перемкнути верхній індекс шрифту                                           | Теж саме що Esc                                                               | Same as Alt                                                   |
| Ctrl+End             | Донизу (кінець документу або вікна)                                        | не визначене або рідковживане                                                 | Bottom (end of text buffer)                                   |
| Ctrl+Home            | Догори (початок документу або вікна)                                       | не визначене або рідковживане                                                 | Top (start of text buffer)                                    |
| Ctrl+Insert          | Копіювання                                                                 | не визначене або рідковживане                                                 | Копіювання                                                    |
| Ctrl+PgDn            | Наступна вкладка                                                           | не визначене або рідковживане                                                 | Scroll window to the right                                    |
| Ctrl+PgUp            | Попередня вкладка                                                          | не визначене або рідковживане                                                 | Scroll window to the left                                     |
| Ctrl                 | Наступне вікно або вкладка                                                 | не визначене або рідковживане                                                 | не визначене або рідковживане                                 |
| Ctrl                 | Попереднє вікно або вкладка                                                | не визначене або рідковживане                                                 | не визначене або рідковживане                                 |
| Ctrl+←               | Попереднє слово                                                            | не визначене або рідковживане                                                 | Попереднє слово                                               |
| Ctrl+→               | Наступне слово                                                             | не визначене або рідковживане                                                 | Наступне слово                                                |
| Ctrl+Delete          | Видалення наступного слова                                                 | не визначене або рідковживане                                                 | Видалення наступного слова                                    |
| Ctrl+← Backspace     | Видалення попереднього слова                                               | не визначене або рідковживане                                                 | Видалення попереднього слова                                  |
| Ctrl+Alt+← Backspace | Рестарт X11                                                                | не визначене або рідковживане                                                 | не визначене або рідковживане                                 |
| Ctrl+Alt+↑           | Повертання екрану вправо догори                                            | не визначене або рідковживане                                                 | не визначене або рідковживане                                 |
| Ctrl+Alt+↓           | Повертання екрану зверху донизу                                            | не визначене або рідковживане                                                 | не визначене або рідковживане                                 |
| Ctrl+Alt+←           | Повертання екрану вліво                                                    | не визначене або рідковживане                                                 | не визначене або рідковживане                                 |
| Ctrl+Alt+→           | Повертання екрану вправо                                                   | не визначене або рідковживане                                                 | не визначене або рідковживане                                 |
| Ctrl+Esc             | Відкриття диспетчеру завдань                                               | невідоме                                                                      | невідоме                                                      |
| Ctrl+Alt+Del         | Перезапуск; Відкриття диспетчеру завдань або опцій сесії                   | не визначене або рідковживане                                                 | не визначене або рідковживане                                 |

## Подібні концепції
Зазвичай клавіша Command, позначена символом ⌘ на комп’ютерах Apple Macintosh, виконує еквівалентну функцію у Mac OS X та Mac OS програмах (наприклад, ⌘C копіює, тоді як ⌘P друкує; теж саме для зберігання, вирізання та вставки).
Macintoshes також мають клавішу Control, але вона має іншу функціональність. Оригінальна мишка Apple розроблена для зменшення складності, пропонуючи тільки одну кнопку. В той час, як інтерфейс розроблений так, що контекстне меню пропонує доступ до додаткових опцій. Інша кнопка була потрібна для доступу до цього. У Unix та Windows, користувач має можливість використовувати іншу кнопку мишки. У  Mac OS, клавіша Control використовують для виконання "правого кліку" (натискання правої кнопки мишки). Apple називає це "додатковий клік", а шульги можуть вибрати яка сторона клавіші працює.
- Переважно використовується як клавіша модифікатор у комбінаціях клавіш.
- Коли натискається клавіша Control та клікається клавіша мишки, викликається контекстне меню. Це функція сумісності для користувачів з мишкою з однією кнопкою; користувачі з двома кнопками просто використовують праву кнопку мишки, без модифікації.
- Використовується у інтерфейсі командного рядка у програмах, котрі мають такий інтерфейс.
- Під Mac OS X, клавіша Control дозволяє використовувати Emacs-стиль комбінацій клавіш у більшості текстових полів вводу. Наприклад, Ctrl-A переводить каретку на початок абзацу, Ctrl-L вертикально центрує строку у полі редагування, Ctrl-K обрізає текст до кінця строки, і таке інше.